# Robotzsaru 2.
A Robotzsaru 2 (eredeti cím angolul: RoboCop 2) 1990-ben bemutatott amerikai sci-fi akciófilm, melyet Frank Miller és Walon Green forgatókönyvéből Irvin Kershner rendezett. A főbb szerepekben Peter Weller, Nancy Allen, Dan O'Herlihy, Belinda Bauer, Tom Noonan és Gabriel Damon látható. A Robotzsaru (1987) folytatása, a hasonló című filmes franchise második része. Cselekménye, mely Detroit pénzügyi csődje körül forog, végül 2013-ban valósággá is vált.
A film vegyes kritikai értékeléseket kapott. 1993-ban egy újabb folytatás követte, Robotzsaru 3. címmel.

## Cselekmény
Egy évvel a Robotzsaru-program sikere után Detroit a csőd szélén áll. Az OCP elérkezettnek látja, hogy megvalósítsa régi tervét: lerombolnák az egész várost, hogy a helyén felépítsék a hipermodern Delta Cityt, melyet természetesen a mindenható cég felügyelne. Ennek érdekében, mivel a rendőrséget is ők finanszírozzák, úgy határoznak, hogy megvonják a rendőrök nyugdíjalapját és csökkentik a fizetésüket. Ez azonban sztrájkhoz vezet. Az egyetlen rendőrpáros, amely szolgálatban van, az a sztrájkolni képtelen Robotzsaru, és társa, Anne Lewis. Hogy megszabaduljanak a hús-vér munkaerő okozta kellemetlenségektől, az OCP dollármilliókat öl a "Robotzsaru 2" programba, hogy tömeggyártott kiborgokat alkalmazzanak rendőrök helyett. A kísérletek egytől egyig kudarcot vallanak, a feltámasztott, kiborg rendőrök mind öngyilkosok lesznek, mert nem tudják elviselni testük elvesztését. Dr. Juliette Faxx pszichológusnő szerint Murphy esetében azért működött a dolog, mert ő egy erős akaratú, kötelességtudó ember, akit taszít az öngyilkosság gondolata. Elhatározza, hogy a projekthez zavart elméjű bűnözőket fog felhasználni, mert velük is el tudja érni a jó eredményeket – ami sokaknak nem tetszik.
Időközben a városban egy Nuke nevű drogot kezd el terjeszteni Cain, a pszichopata őrült, aki úgy képzeli, a szerrel elhozza a Paradicsomot a Földre. Magát isteni prófétának tartva attól tart, hogy Delta City felépülése keresztülhúzza a számításait. A Robotzsaru egy korrupt rendőrön, Duffyn keresztül megtalálja Cain rejtekhelyét, akikkel összecsap egy elhagyatott raktárban. Pechjére rajtaütnek és darabokra szedik szét őt, miközben Cain brutálisan megkínozza Duffyt, amiért hagyta őket lelepleződni.
Murphyt újraépítik, de Faxx beépít a programjába 300 új direktívát, ami közel lehetetlenné teszi, hogy rendesen dolgozzon. Egykori építői közül az egyik technikus elárulja, hogy egy elektrosokk újraindíthatná az eredeti rendszereit, amit úgy ér el, hogy magasfeszültségű áramra kapcsolja magát. Ezzel azonban nemcsak az új, hanem minden régi direktívát is töröl, így teljes egészében a maga ura lehet, az OCP-től függetlenül. Rendőrtársai az oldalára állnak, és együttes erővel rajtaütnek Cain rejtekhelyén, ahol a bandavezér súlyosan megsérül. Faxx úgy véli, hogy a drogfüggősége miatt kontroll alatt tudja tartani, így kiváló alany lehet a "Robotzsaru 2" projektben. Helyét a bűnbanda élén egy fiatal srác, Hob veszi át, aki Detroit polgármesterével akar egyezkedni a drogterjesztés legalizálásáról, a város adósságainak kifizetéséért cserébe. Mivel ez veszélyeztetné az OCP terveit, ezért a Robotzsaru 2-vé épített Caint küldik ki, hogy ölje meg Hobot. Mindenkivel végez is, de a polgármester még idejében el tud menekülni. Robotzsaru sajnos túl későn ér ki a helyszínre, de megtudja a haldokló Hobtól, hogy Caint kell keresnie.
Caint bemutatják a nagyközönség előtt, de a terv rosszul sül el, amikor a drog láttán őrjöngeni kezd. Robotzsaru összecsap vele, és a rendőrtársak segítségével a kábítószerrel lépre csalja őt, és sikeresen végez vele. Az OCP az ügyet elsimítja, és Faxxet teszi meg bűnbaknak.

## Szereplők
| Szerep                   | Színész         | Magyar hang      |
| ------------------------ | --------------- | ---------------- |
| Alex Murphy / Robotzsaru | Peter Weller    | Gáti Oszkár      |
| Anne Lewis rendőr        | Nancy Allen     | Kiss Erika       |
| Dr. Juliette Faxx        | Belinda Bauer   | Radó Denise      |
| Az öreg (OCP elnök)      | Dan O’Herlihy   | Velenczey István |
| Donald Johnson           | Felton Perry    | Koroknay Géza    |
| Cain                     | Tom Noonan      | Makrai Pál       |
| Kuzak polgármester       | Willard E. Pugh | Sörös Sándor     |
| Hob                      | Gabriel Damon   | Minárovits Péter |
| Angie                    | Galyn Görg      | Kocsis Mariann   |
| Duffy rendőr             | Stephen Lee     | Kránitz Lajos    |
| Reed őrmester            | Robert DoQui    | Vass Gábor       |
| Holzgang                 | Jeff McCarthy   | Gergely Róbert   |
| Egészségügyi miniszter   | John Ingle      | Antal László     |
| Dr. Schenk               | John Doolittle  | Botár Endre      |
| Estevez                  | Wanda De Jesus  | Détár Enikő      |
| Frank, vegyész           | Frank Miller    | Csankó Zoltán    |